# إلفو ليونيداس-2
تُمثل «ليونيداس-2» (بالإنجليزية: Leonidas-2) جهود اليونان لإنتاج ناقلة جند مدرعة متقدمة محلية الصُنع من خلال شركة تصنيع المركبات اليونانية ELVO (APC). سُميت على اسم «ليونيداس الأول» ، ملك مدينة سبارتا القديمة. كانت النسخة الأولى من ليونيداس هي ناقلة الجنود المدرعة النمساوية Saurer 4K 4FA التي تم بناؤها مع تعديلات طفيفة من قبل الشركة اليونانية (المعروفة آنذاك باسم Steyr Hellas SA) بين عام 1981 و1987. كان الإنتاج في البداية عبارة عن تجميع، إلا أن المحتوى اليوناني من الناقلة زاد تدريجيًا. لدى المركبة محرك 320 حصان ووزن 14.8 طن.

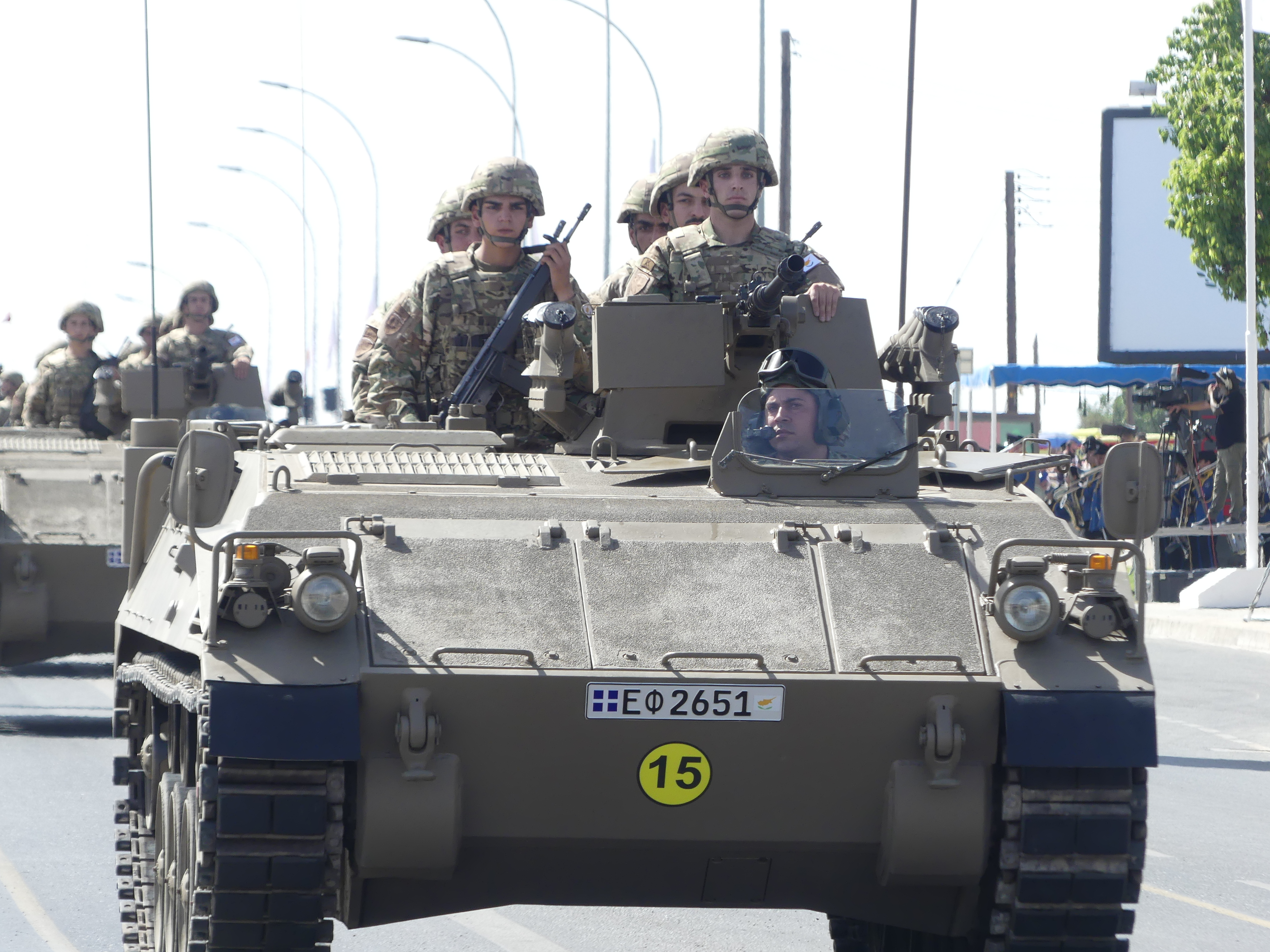
إلفو ليونيداس-2

| سنة     | الطلبية                            | كمية | ملحوظات |
| ------- | ---------------------------------- | ---- | --- |
| 1981    | اليونان                            | 2    | نسخة ليونيداس 1 تم تسليم نموذجين أوليين من النمسا للاختبار                                                                                             |
| 1981    | اليونان                            | 100  | نسخة ليونيداس 1 تم تسليمها بين عامي 1982 و1983، وتم تجميعها في الأصل فقط في اليونان، وتزايدت المشاركة اليونانية تدريجيًا (بما في ذلك تصنيع أجزاء معينة) |
| 1986    | قبرص                               | 56   | نسخة ليونيداس 2 16 صنُعوا في النمسا، 40 في اليونان. |
| 1987    | اليونان                            | 344  | نسخة ليونيداس 2 صنُعت في اليونان. |
| 1993    | قبرص                               | 76   | نسخة ليونيداس 2 صنُعت في اليونان. |
| 1995    | قبرص                               | 65   | نسخة ليونيداس 2 صنُعت في اليونان. |
| 1998    | اليونان                            | 57   | نسخة ليونيداس 2 صنُعت في اليونان. |
| 2001    | مقدونيا الشمالية (تبرع من اليونان) | 10   | نسخة ليونيداس 2 مع ناقل حركة أوتوماتيكي جديد. صنُعت في اليونان.                                                                                         |
| المجموع |                                    | 700  | تم تسليم 503 مركبة إلى اليونان. تم تسليم 197 مركبة إلى قبرص.                                                                                           |

## المُستخدمون

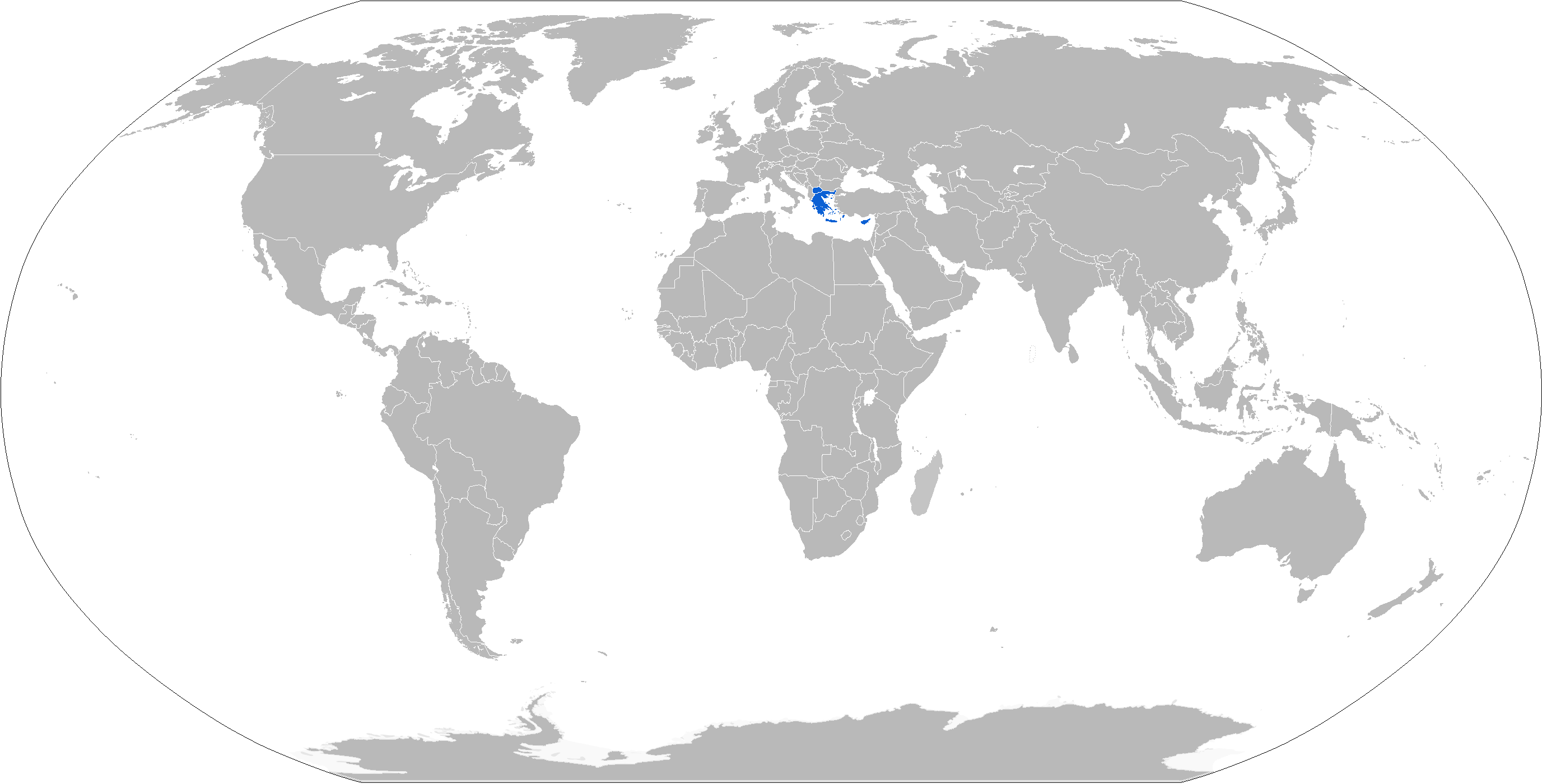
خريطة مشغلي ليونيداس باللون الأزرق

### المُستخدمون الحاليون
- قبرص - 197
- اليونان - 493
- مقدونيا الشمالية - 10

## أنظر أيضا
- إلفو كينتاوروس
- سورير 4K 4FA